# Гречана каша
Гре́чана ка́ша (пол. kasza gryczana), (біл. грачаная каша) — каша, яку готують із гречаної крупи, популярна страва української, білоруської, російської та польської кухонь.
Гречана каша може бути самостійною стравою (часто вживається з молоком, вершковим маслом, цукром), також її використовують як гарнір до риби та м'яса.

## Приготування
Варити цю кашу доволі просто, але для приготування доброї гречаної каші необхідно суворо дотримуватися основних правил:
- Співвідношення крупи до води за об'ємом має бути 1:2 (1 частина гречки на 2 частини води).
- Кришка має бути щільно закритою.
- Протягом перших 3–5 хвилин (до закипання води) потрібний сильний вогонь, потім помірне кипіння, а в самому кінці — сильне, до повного википання води з дна.
- Після того, як крупа буде залита водою, до самої готовності каші її не можна перемішувати, не можна знімати кришку, оскільки каша готується не тільки водою, а й парою.

Гречана каша вариться на воді або ж на молоці. Є два способи приготування гречаної каші. Крім простого варіння крупи у воді, як це робиться з будь-яким іншим видом каш, суху крупу прокалюють у каструлі й тільки потім заливають водою, яка від високої температури крупи починає кипіти. Крупа в цьому випадку зберігає форму й розмір своїх зерен і каша виходить не у вигляді «розмазні» і блідішою на вигляд, як у першому випадку, а має колір просмажених цільних зерен.

### Типові рецепти приготування гречаної каші

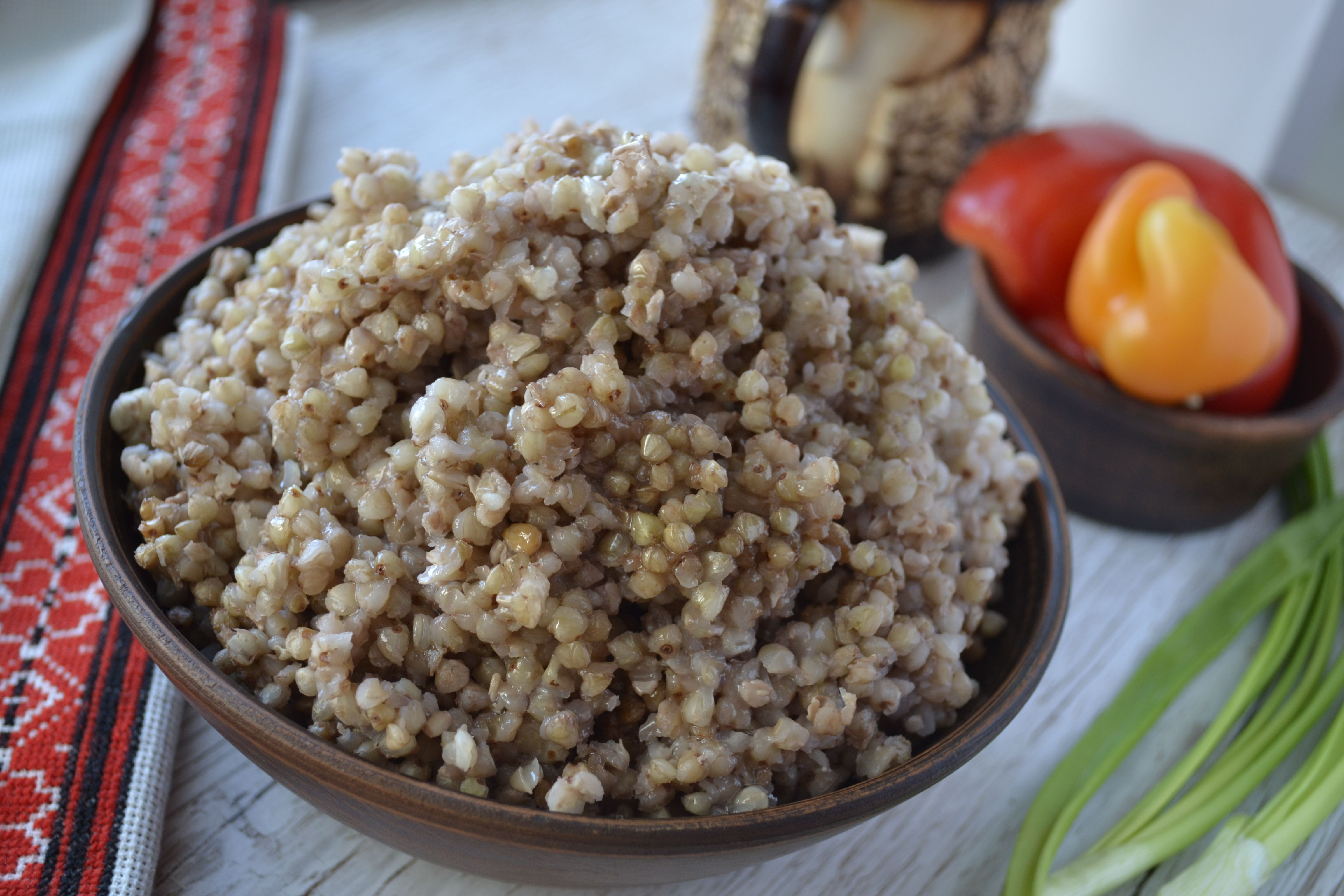
Гречана каша

I. Склад: Одна склянка крупи на 2–2,5 склянки води, сіль за смаком.
Приготування: У каструлю наливаємо воду, додаємо сіль. Доводимо воду до кипіння. Потім кладемо у воду крупу й варимо гречану кашу протягом 12 хв на слабкому вогні під щільно закритою кришкою. Потім можна залишити кашу в каструлі на 5–10 хв, щоб каша набухла краще в парі.
Загальний час приготування: ~17 хв.
II. Склад: Одна склянка крупи на дві склянки води, 25–50 г вершкового масла, сіль за смаком.
Приготування: Каструльку для каші беріть металеву, а ще краще — казанок з опуклим дном, з якого воді легше википати. Тоді каша рівномірно розбухає. Кришка має щільно прилягати до казанка чи каструльки. Вариться гречана каша протягом 12 хв, з них 3 хв — на сильному вогні, 7 хв — на помірному, решта — на слабкому. Вимкнувши вогонь, кашу залишають під закритою кришкою ще на 12 хв, лише тоді кришку відкривають — каша буде розсипчастою. Поклавши зверху вершкове масло, кашу солять і обережно перемішують.
Час приготування: 35 хв.